# .45 Winchester Magnum
O .45 Winchester Magnum (geralmente abeviado para 45 Win Mag), é um cartucho de fogo central sem aro de calibre .45 destinado ao uso em pistolas semiautomáticas. O cartucho é externamente um .45 ACP alongado com paredes mais espessas para suportar pressões operacionais mais altas. O 45 Win Mag é quase idêntico em dimensões e carga ao .45 NAACO desenvolvido pela North American Arms Corporation para sua pistola Brigadier, desenvolvida com o intuuito de ser fornecida ao Exército Canadense após a Segunda Guerra Mundial. Em última análise, o Exército Canadense não adotou a pistola e sua munição fora do padrão da OTAN.
O cartucho foi usado principalmente por caçadores de pequenos animais e atiradores em provas de silhueta metálica.

## Visão geral
O .45 Win Mag estava na prancheta por dois anos antes de seu lançamento, em 1979, pela Winchester. O cartucho não ganhou muita popularidade devido à irregularidade na produção e fornacimento das pistolas Wildey e LAR Grizzly. O cartucho foi compartimentado nas pistolas de tiro único Thompson/Center Contender. O cartucho também foi compartimentado para o revólver de ação simples Freedom Arms Model 83 por meio de um cilindro opcional disponível.

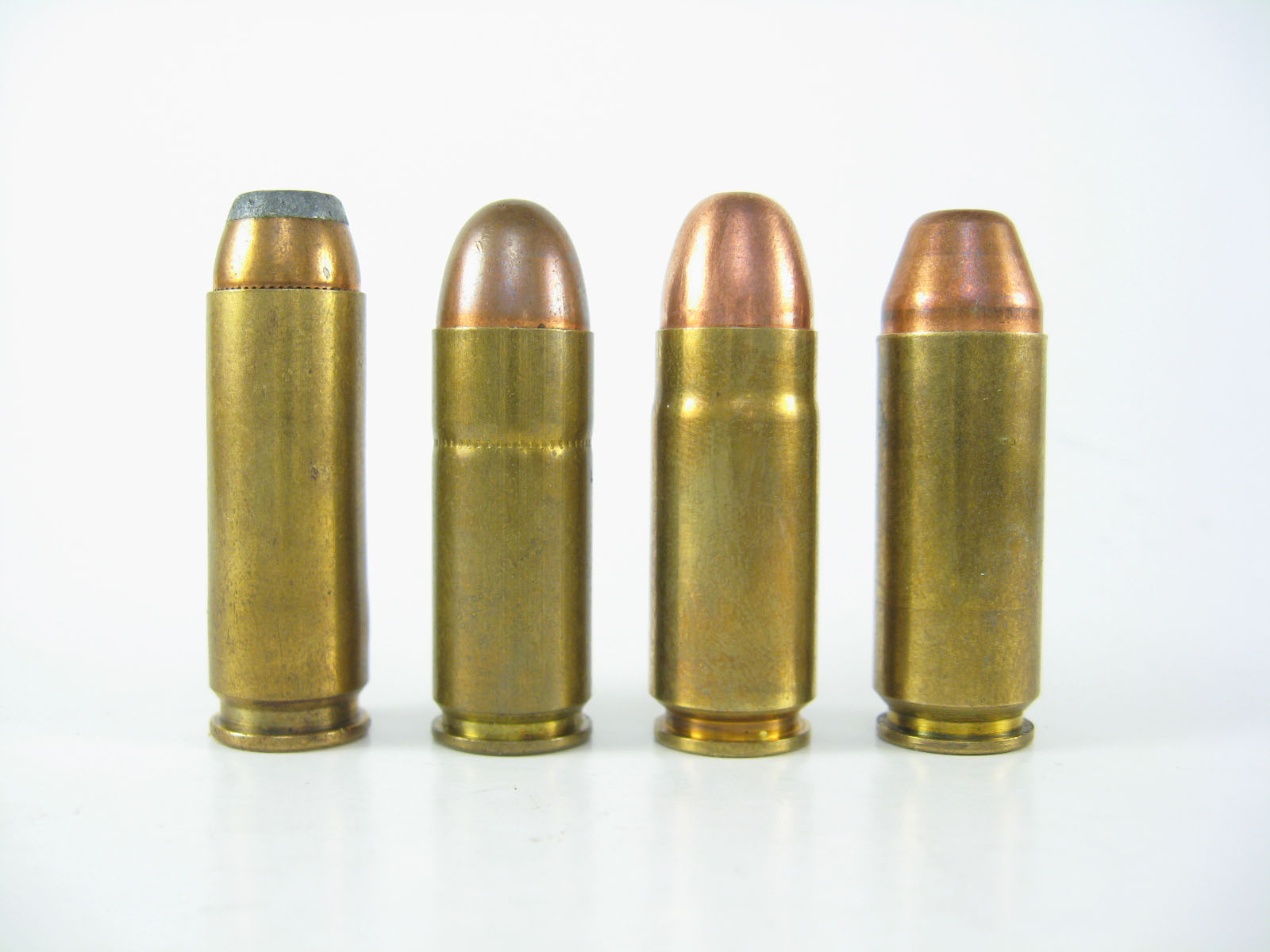
Cartuchos da pistola Wildey alinhados: .44 Auto Mag Pistol (AMP), .45 Winchester Magnum, .45 Wildey Magnum
e .475 Wildey Magnum.

O .45 Winchester Magnum ganhou seguidores entre os competidores da IHMSA, pois fornecia a potência e o desempenho necessários para derrubar alvos em um alcance estendido. O cartucho tem sido usado por caçadores de armas curtas e está entre os poucos cartuchos de pistola semiautomática (em oposição ao revólver) que foram adotados para este esporte.

## Especificação
Embora o .45 Winchester Magnum possa ser baseado no .45 ACP e ter as mesmas dimensões de base e de aro, o .45 Winchester Magnum não tem estojo-pai. O estojo do .45 Win Mag foi redesenhado com paredes mais grossas e estojo mais longa. As dimensões da parede mais espessa do .45 Win Mag são projetadas para suportar uma pressão interna mais alta (40.000 cup) do que o .45 ACP (18.000 cup [21.000 psi ou 140 MPa]).

## Dimensões

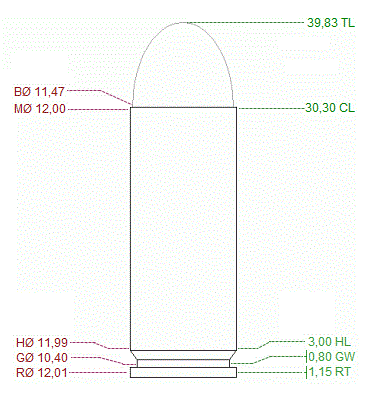